# Capanna Baita del Luca
La Capanna del Luca è situata nel territorio di Sonvico, comune di Lugano, a 1.070 m nella località di Scioascio ai piedi dei Denti della Vecchia.

## Ascensioni
- Monte Camoghè - 2.229 m

## Traversate
- Capanna del Pairolo
- Capanna San Lucio